# Heringodes robinsoni
Heringodes robinsoni is een vlinder uit de familie slakrupsvlinders (Limacodidae). De wetenschappelijke naam van deze soort is voor het eerst geldig gepubliceerd in 1965 door Viette.
De soort komt voor in tropisch Afrika.